# Référendums de 2022 en Ukraine occupée
Du 23 au 27 septembre 2022, les autorités des États fantoches séparatistes russophones de la république populaire de Donetsk et de la république populaire de Lougansk, ainsi que les autorités administratives installées par la Russie dans les oblasts de Kherson et de Zaporijjia, organisent des référendums d'annexion dans les territoires occupés de l'Ukraine,,, qui sont largement considérés en dehors de la Russie comme des référendums fictifs.
La Russie et les sécessionnistes contrôlent en quasi-totalité les oblasts de Louhansk et de Kherson, mais seulement partiellement ceux de Donetsk et de Zaporijjia. Les combats militaires se poursuivent dans ces quatre régions, et une grande partie de la population les a fuies depuis le début de l'invasion de l'Ukraine par la Russie en 2022. Les référendums sont organisés en violation de la charte de l'ONU et sont illégaux au regard du droit international. Alors que les électeurs sont contraints de voter, le gouvernement ukrainien et la majeure partie de la communauté internationale condamnent ces référendums avec des soldats armés faisant du porte-à-porte pour recueillir les votes. Les particuliers ne sont pas autorisés à voter, car il n'y a qu'un seul vote autorisé par ménage,,, Les électeurs n'ont besoin d'aucune pièce d'identité pour voter. Les « opérations de vote » qui se sont déroulées sans aucun observateur indépendant se sont terminées le 27 septembre, bien que les résultats étaient connus à l'avance.
Les résultats annoncés comme prévu tous supérieurs à 85 % en faveur de l'annexion sont massivement rejetés par la communauté internationale qui évoque notamment une « mascarade »,.
La Russie utilise ces référendums illégaux pour imposer le simulacre de la légalisation de l'annexion de ces territoires ukrainiens supplémentaires, promettant ainsi de les défendre selon les propos de Vladimir Poutine, « par tous les moyens » puisque devenus partie de la Russie, ce qui n'exclut pas l'usage de l'arme nucléaire,.

## Contexte

### Nouvelle-Russie

Oblasts partiellement sous contrôle de la Nouvelle-Russie.
Oblasts revendiqués par la Nouvelle-Russie.
La Crimée, annexée par la Russie.

République de Donetsk est un parti politique séparatiste prorusse opérant dans la région de Donetsk en Ukraine. L'objectif du groupe est la création d'une fédération souveraine de Donetsk, qui comprendrait sept régions de l'est et du sud de l'Ukraine (Donetsk, Louhansk, Dnipropetrovsk, Kherson, Zaporijjia et Kharkiv). Le groupe a été interdit en 2007, mais cette interdiction était marginale jusqu'à la guerre du Donbass en 2014. En 2014, le parti est à l'origine de la fondation de la république populaire de Donetsk.
Le territoire faisant partie actuellement de la Nouvelle-Russie, selon son droit propre, est celui de ses républiques constitutives : la république populaire de Donetsk, sur le territoire de l'oblast de Donetsk, et la république populaire de Lougansk, sur le territoire de l'oblast de Louhansk. La Nouvelle-Russie couvrirait ainsi le Donbass ukrainien, partie la plus orientale de l'Ukraine, même si en pratique elle n'en contrôle qu'une partie. L’union aurait des frontières avec l'Ukraine à l'ouest, la Russie au nord et à l'est, ce qui offrirait, en principe, une ouverture sur la mer d'Azov au sud.
Néanmoins, selon Pavel Goubarev, la Nouvelle-Russie envisage de réunir non seulement les oblasts de Donetsk et de Louhansk mais aussi ceux de Kharkiv, de Kherson, d'Odessa, de Nikolaïev, de Zaporojie et de Dniepropetrovsk, voire la république moldave du Dniestr sécessionniste de la Moldavie.
Alexandre Zakhartchenko annonce, le 18 juillet 2017, son intention de créer dans la région l’État de Malorossia, en référence à la « Petite Russie ».

### Négation de la nation ukrainienne par Poutine
En juillet 2021, Poutine publie un essai, De l'unité historique des Russes et des Ukrainiens, où il aborde longuement les liens qui uniraient les deux peuples tant sur le plan historique que sur les plans culturel et religieux. Ce faisant, le président russe considère que « les Russes et les Ukrainiens sont un seul peuple qui appartient au même espace historique et spirituel ». À l'occasion d'un sondage effectué peu après par l'ONG Rating Group Ukraine, sur l'ensemble de la population, 45 % des Ukrainiens sont en accord avec cette position, et 75 % d'entre eux considèrent que l'Ukraine est l'héritière de la Rus' de Kiev (contre 8 % qui considèrent que ce serait la Russie),. L'étude montre cependant que les Ukrainiens sont partagés au sujet de la position de Poutine selon les régions et les mouvements politiques d'appartenance : tandis qu'à l'Est et chez les paroissiens de l'UOC-MP, 60 % des répondants partagent ce point de vue, à l'Ouest 70 % sont en désaccord. De leur côté, les électeurs de la plateforme d'opposition favorable au Kremlin sont d'accord à 80 % avec la position de Poutine.

### Invasion de l'Ukraine en 2022
Le 22 février au matin, Poutine prononce un discours télévisé dans lequel il annonce reconnaitre officiellement les deux républiques populaires comme indépendantes, et ordonne aux forces armées russes d'entrer en Ukraine pour « maintenir la paix » dans le cadre d'une « Opération militaire spéciale », déclenchant ainsi l'invasion de l'Ukraine.
Dans ce discours, le président russe affirme que l'Ukraine a été créée de toutes pièces par l'Union des républiques socialistes soviétiques, et particulièrement Lénine, et conteste de nouveau son existence. Les bolchéviks auraient ensuite, selon lui, abandonné des parties du territoire historique de la Russie — à l'instar du transfert de la Crimée acté par Nikita Khrouchtchev en 1954 — et découpé les Slaves de l'Est en plusieurs nations,. Cette révision de l'histoire ukrainienne se place dans un discours qui trace une continuité directe entre la conversion de Vladimir Ier à l'orthodoxie, la Rus' de Kiev et la Russie tsariste. Cette prééminence des communistes russes dans la « création » de l'Ukraine selon Poutine a une signification particulière quand Kiev a depuis plusieurs années amorcé une politique de décommunisation (« декоммунизация », dekommounizatsia) puisqu'il implique le démantèlement du pays sous sa forme actuelle. Juliette Cadiot, directrice d'étude au Centre d'études russes, caucasiennes, est-européennes et centrasiatiques (CERCEC) à l'EHESS, indique que le président russe utilise un discours des sciences sociales actuelles donnant aux empires en voie de dislocation — ici l'empire tsariste — la genèse des nationalismes, sans prendre en compte la dimension populaire, illustrée en Ukraine par l'indépendance du pays de 1917 à 1921 mais aussi par le score élevé du référendum sur l'indépendance de l'Ukraine lors de la dislocation de l'URSS où plus de neuf Ukrainiens sur dix se sont positionnés pour l'indépendance du pays, y compris à l'est de l'Ukraine et dans le Donbass, notamment dans l'oblast de Louhansk, où ils avaient voté à 86,22 % pour l'indépendance, et dans l'Oblast de Donetsk à 86,96 %.
Pour le chercheur à l'université d'Oxford Milàn Czerny, l'utilisation du terme « génocide » s'inscrit dans une longue durée, comme l'indique l'utilisation par Sergueï Glaziev (en), dès les années 1990, de « génocide économique » contre les Russes après la libéralisation du pays. Glaziev est devenu le conseiller de Poutine en 2012. Pour Cécile Vaissié, spécialiste du monde slave à Rennes-II, cette vision est partagée par de nombreux membres des cercles néoconservateurs et nationalistes russes. Pour ces derniers, la diminution de l'importance du russe dans les ex-pays soviétiques — même si une large majorité des Ukrainiens est bilingue, une série de lois depuis 2014 diminuent la place du russe dans l'espace public sans la supprimer comme le prétendent les tenants du discours d'une « ukrainisation totale » — relève d'un « génocide culturel »,. Aussi, le traumatisme de l'incendie de la Maison des syndicats d'Odessa touchant des russophones en 2014 est-il régulièrement utilisé par le locataire du Kremlin.
Dans le même temps, l'ouverture du discours de Poutine par le terme « compatriote » remonte, selon Czerny, à Boris Eltsine et couvre toute personne se considérant comme liée à la Russie — monde russe (soit en russe : Русский мир, rousskïï mir) — et que Moscou doit protéger. Poutine est coutumier de ce terme, puisqu'il l'utilise dès 2001 puis en 2014 lors de la crise de Crimée,.
Dans un article du 3 avril intitulé Ce que la Russie devrait faire de l'Ukraine, publié par l'agence de presse russe RIA Novosti qui est sous tutelle du ministère russe de l'Information, l'idéologue pro-Kremlin Timofeï Sergueïtsev recommande d'interdire de prononcer le mot « Ukraine » et indique que celle-ci est « une construction artificielle antirusse qui n’a pas de contenu civilisationnel propre ». Il recommande concernant le peuple ukrainien ce qui s'apparente à un génocide ; « L’élite doit être liquidée parce que sa rééducation est impossible (et) la partie du peuple qui la soutient devra vivre l’épreuve de cette guerre comme une expiation », ceci devant s'effectuer après un procès similaire à celui de Nuremberg. Ceux qui ne font pas partie de l'élite devraient être, selon lui, contraints à des travaux forcés. Il souhaite, dans sa logique, la « rééducation » du peuple ukrainien qu'il compare à « une tourbe sociale », laquelle aurait mené au développement de l'« ukronazisme ». L’historien américain Timothy Snyder qualifie cet article d’« ouvertement génocidaire ».
Selon des documents distribués aux médias par le gouvernement russe en juillet 2022, la guerre est à rapprocher du baptême de la Russie en 988 sous Vladimir le Grand et de la bataille de la Neva en 1240. La guerre est imputée à « l'Occident collectif » (коллективный Запад). L'Occident, du point de vue gouvernemental, cherche à détruire la Russie depuis des siècles et est convaincu de l'infériorité des chrétiens orthodoxes. « L'Occident collectif » est diversement représenté au cours du dernier millénaire par l'Ordre Teutonique, la république des Deux Nations, la Suède, le Premier Empire français, le Troisième Reich allemand et l'OTAN,. Les médias russes ont pour instruction de décrire les combattants ukrainiens comme des « ukro-nazis », des athées impies, des satanistes, des violeurs, des voleurs et des meurtriers qui n'ont pas peur du châtiment divin. L'invasion russe combat donc ceux qui : « ne croyait en rien - et croyait que cela les libérait de toute obligation morale envers les autres »,,. Selon ce point de vue, la propagation du christianisme orthodoxe aide à unifier les peuples disparates de la Russie avec — selon le Kremlin — les valeurs de la tolérance chrétienne. Il y a des siècles, l'Occident, au contraire, épuise ses ressources naturelles, mettant en marche le colonialisme et le néocolonialisme occidentaux. « L'Occident collectif » — et le gouvernement pro-européen de l'Ukraine — opprimait ainsi les Russes en Ukraine et était sur le point d'attaquer la Russie. Afin de ne pas répéter le sort de l'Union soviétique lors de l'opération Barbarossa, la Russie a donc lancé une attaque préventive contre ses ennemis et ainsi « libérer » les « opprimés »,.
Coïncidant avec l'anniversaire de la déclaration de guerre de l'Empire allemand contre l'Empire russe le 1er août 1914, le gouvernement russe distribua une nouvelle série de recommandations aux médias concernant la « crise ukrainienne moderne » (современный украинский кризис) et « l'opération militaire spéciale ». Les documents recommandent des comparaisons avec la Première Guerre mondiale. À cette époque, disent-ils, l'Empire russe « ne pouvait pas abandonner » le royaume de Serbie : les Serbes étant une « nation fraternelle » des Russes. Le gouvernement allemand, quant à lui, soutient secrètement les Bolcheviks russes. Ceci est présenté comme l'une des diverses manières dont l'Occident a cherché à s'immiscer dans les affaires des Russes,. De même, l'opposition russe moderne est rejetée comme un outil de l'Occident. Ainsi, lorsque les russophones sont opprimés en Ukraine par des « radicaux » encouragés par l'Occident dans leur « russophobie » et leurs « idéologies misanthropiques », la Crimée, Lougansk et Donetsk ont tous fait sécession de l'Ukraine en vertu du principe du droit à l'autodétermination. Selon le gouvernement russe, la Russie — ayant épuisé tous les autres moyens de résoudre la crise — est obligée de lancer l'invasion de manière préventive lorsque « l'Occident collectif » a traité la guerre du Donbass comme le champ de bataille de la confrontation mondiale entre la Russie et l'Occident,.

### Républiques populaires de Donetsk et de Lougansk
Des référendums à visée séparatiste ont déjà eu lieu dans certaines parties des oblasts de Donetsk et Louhansk en 2014 qui sont ensuite devenues des républiques indépendantes autoproclamées, puis reconnues unilatéralement par Vladimir Poutine le 21 février 2022, trois jours avant qu’il ordonne l’invasion militaire de l’Ukraine.
Le 18 mars, Marioupol est entièrement encerclée et les combats atteignent le centre-ville, entravant les efforts d'évacuation des civils. Le 20 mars, une école d'art de la ville, abritant environ 400 personnes, est détruite par un bombardement russe. Le même jour, alors que les forces russes poursuivent leur siège de la ville, le gouvernement russe exige une reddition complète, ce que plusieurs responsables du gouvernement ukrainien refusent[réf. nécessaire]. Le 24 mars, les forces russes entrent dans le centre de Marioupol dans le cadre de la deuxième phase de l'invasion. Le 13 avril, les forces russes intensifient leurs attaques contre l'usine métallurgique Azovstal de Marioupol, utilisée par les défenses ukrainiennes résiduelles dans la ville. Les forces russes encerclent l'usine où les dernières forces ukrainiennes sont retranchées, qui annoncent le 17 avril continuer le combat jusqu'au dernier homme[réf. nécessaire].
Le 18 avril, avec la quasi-victoire russe de la bataille de Marioupol, le gouvernement ukrainien annonce le début de la deuxième phase de l'invasion renforcée dans les régions de Donetsk, Louhansk et Kharkiv.
Le 18 avril 2022, la Russie lance une nouvelle offensive dans le Donbass,,. Le même jour, des troupes russes et les forces séparatistes de la RPL pénètrent dans la ville de Kreminna, et la prennent quelques heures plus tard après des affrontements avec l'armée ukrainienne.
Le 3 mai, l'armée russe et les forces séparatistes prorusses, appuyées par des bombardements aériens, terrestres et maritimes, lancent une offensive par terre et par mer contre les défenseurs de l'usine Azovstal à Marioupol,.
Le 7 mai, les Russes remportent la bataille de Popasna, cette victoire leur permet de créer un saillant dans le front ukrainien et de développer de nombreuses offensives notamment en direction de Lyssytchansk et de la centrale thermique de Vuhlehirska dans la périphérie de Donetsk. Dans le secteur de Sloviansk-Kramatorsk les Russes réussissent à capturer Lyman le 27 mai avant-dernière ville à l'est du Donets de plus de 10 000 habitants encore aux mains de Ukrainiens. Cette défaite expose la garnison ukrainienne de Sviatohirsk qui tombe le 7 juin aux mains des forces russes.
Le 14 juin, les forces ukrainiennes ont annoncé avoir abandonné le centre de Sievierodonetsk à la suite d'une nouvelle offensive russe. L'état-major ukrainien indiquait ainsi qu'« avec le soutien de l'artillerie, l'ennemi a mené un assaut à Sieverodonetsk, a enregistré un succès partiel et repoussé nos unités du centre-ville. Les hostilités se poursuivent ». Selon Serhiy Haïdaï, gouverneur de la région de Louhansk, environ 70 à 80 % de la ville serait contrôlée par les forces russes. Le 21 juin la ville cruciale de Tochkovka tombe aux mains de Russes ce qui met en péril tout le système de défense ukrainien au sud de Lyssytchansk ce qui leur permet d'entamer un encerclement des bastions de Hirske et Zolote.
Le 25 juin, les forces ukrainiennes se replient de Sieverodonetsk laissant la ville aux mains des Russes, afin de se replier sur la ville de Lyssytchansk où des combats ont lieu et une bataille commence, mais aussi pour éviter un encerclement par le sud à la suite de l'importante avancée russe dans les villes de Hirske et Zolote. Après la chute des poches de Hirske et Zolote la ville de Lyssytchansk est beaucoup trop exposée à un encerclement et les Ukrainiens décident de se retirer de Lyssytchansk le 3 juillet pour se replier sur la ligne de Siversk, Soledar, Bakhmout plus adaptée à une défense. Le lendemain Vladimir Poutine annonce une pause opérationnelle pour les unités russes du Donbass.

### Oblasts de Kherson et de Zaporijjia

Territoires de l'Ukraine fin septembre 2022 :
Contrôlé par l'Ukraine
Contrôlé par la Russie

Sept mois après le début de l'invasion de l'Ukraine par la Russie, en dehors du Donbass et de la Crimée, seuls les oblasts ukrainiens de Kherson et de Zaporijjia sont contrôlés majoritairement par la Russie. Les gouverneurs russes de ces oblasts annoncent dans la foulée des présidents des républiques populaires de Donetsk et de Lougansk un référendum d'annexion à la Russie.
Le 26 février 2022, les troupes russes s'emparent des port et aéroport de Berdiansk,. Le lendemain, l'armée russe prend le contrôle total de la ville,.
Le 1er mars 2022, peu après la prise de la ville, les citoyens de Melitopol ont organisé une manifestation de rue contre l'occupation militaire de la ville. Les manifestants ont défilé et ont utilisé leurs corps pour bloquer un convoi de véhicules militaires russes,.
Peu de temps après la prise de Kherson le 2 mars, le ministère russe de la Défense déclare que des pourparlers entre les forces russes et les administrateurs de la ville concernant le maintien de l'ordre étaient en cours. Un accord est conclu selon lequel le drapeau ukrainien serait toujours hissé dans la ville pendant que la Russie établissait la nouvelle administration. Kolykhaiev annonce de nouvelles conditions pour les habitants de la ville : les citoyens ne sont autorisés à sortir que pendant la journée et il leur est interdit de s'assembler en groupes. De plus, les voitures ne sont autorisées à entrer dans la ville que pour fournir de la nourriture et des médicaments ; ces véhicules doivent rouler à des vitesses minimales et sont soumis à des fouilles. Il est interdit aux habitants de « provoquer » les soldats russes et doivent s’arrêter à leurs demandes.
Le 4 mars, la ville d'Enerhodar et la Centrale nucléaire de Zaporijjia passent sous une occupation militaire russe.
Oleksandr Starukh, le gouverneur de l'oblast de Zaporijjia, a déclaré le 5 mars que les forces russes avaient quitté la ville après l'avoir pillée et que la situation dans la ville était entièrement sous le contrôle des autorités locales. Cependant, Orlov a nié le rapport et a déclaré que les forces russes occupaient toujours le périmètre de la ville et de la centrale électrique, les autorités locales gérant toujours la ville. L'administration militaire ukrainienne pour le sud-est confirme le 7 mars qu'Enerhodar est sous le contrôle des forces russes.
Le 6 mars, l'AIEA publie une déclaration indiquant que les forces russes s'ingèrent dans les opérations de la centrale, indiquant que « toute action de la direction de la centrale - y compris les mesures liées au fonctionnement technique des six réacteurs - nécessite l'approbation préalable du commandant russe », et déclarant en outre que « les forces russes sur le site ont coupé certains réseaux mobiles et Internet afin que des informations fiables du site ne puissent pas être obtenues par les voies de communication normales ». Le 9 mars, Herman Galushchenko, ministre ukrainien de l'Énergie, affirme que les forces russes retenaient en otage les travailleurs de la centrale électrique et en avaient forcés plusieurs à réaliser des vidéos de propagande.

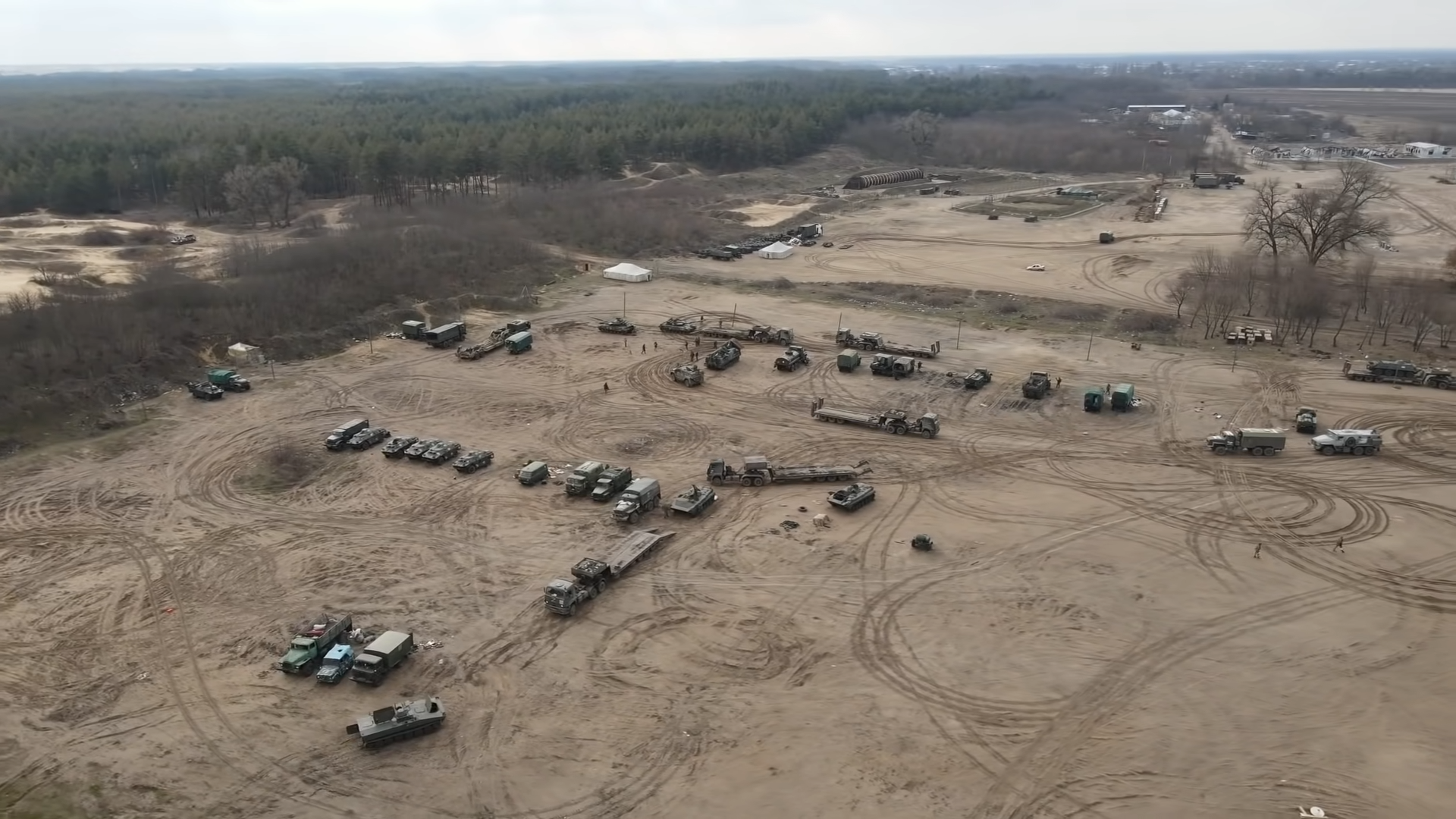
Des militaires russes ont pris le contrôle d'une base militaire des Forces armées ukrainiennes près du village de Radensk, dans la région de Kherson.

Le 10 mars, la directrice du Musée d'histoire locale de Melitopol, Leila Ibragimova, a été arrêtée à son domicile par les forces russes et détenue dans un lieu inconnu. Un jour plus tard, le maire de Melitopol, Ivan Fedorov, a été enlevé par les troupes russes pour avoir refusé de coopérer avec elles et avoir continué à arborer un drapeau ukrainien dans son bureau. Les autorités russes n'ont pas commenté la disparition de Fedorov, mais le bureau du procureur de la république populaire de Louhansk, État séparatiste soutenu par la Russie, l'a accusé d'« activités terroristes ».
Le 12 mars, l'administration régionale de l'oblast de Zaporijjia a déclaré que l'ancienne conseillère et membre du Bloc d'opposition, Galina Danilchenko, avait été nommée maire par intérim. Pendant ce temps, des centaines de personnes ont participé à une manifestation devant la mairie de Melitopol pour exiger la libération de Fedorov. Olga Gaysumova, chef de l'ONG « Société de conscience de Melitopol » et organisatrice de manifestations locales contre les forces russes, a été arrêtée.
Le 13 mars, le conseil municipal de Melitopol déclare que « les troupes d'occupation de la fédération de Russie tentent de créer illégalement une administration d'occupation de la ville de Melitopol ». Il demande à la procureure générale d'Ukraine, Iryna Venediktova, d'ouvrir une enquête préliminaire sur Danilchenko et son parti, le Bloc d'opposition, pour trahison. Ukrayinska Pravda a rapporté que l'armée russe avait enlevé le président du conseil de district de Melitopol, Serhiy Priyma, et avait tenté d'enlever le secrétaire du conseil municipal, Roman Romanov. Pendant ce temps, des véhicules militaires russes ont été aperçus annonçant via des haut-parleurs que les rassemblements et les manifestations avaient été interdits et qu'un couvre-feu était imposé de 18:00 à 06:00.
Le 13 mars, le journal ukrainien Ukrayinska Pravda rapporte que plusieurs milliers de personnes à Kherson avaient pris part à une manifestation. Les soldats russes dispersent la manifestation en tirant des coups de feu, des grenades assourdissantes et des balles en caoutchouc, blessant plusieurs personnes,.
Le 14 mars, Ukrayinska Pravda rapporte que les forces russes avaient empêché de nouvelles manifestations en bloquant la place centrale de Melitopol. Il a également affirmé que « deux militants ont été enlevés et emmenés dans une direction inconnue ».
À partir du 14 mars, le port est utilisé comme port d'éclatement logistique par les Russes pour soutenir leur offensive dans le sud de l'Ukraine et notamment le siège de Marioupol. Le 21 mars, le média russe Zvezda a rapporté l'arrivée de transports amphibies à Berdiansk. Un officier de la marine russe l'a décrit comme « un événement historique qui ouvrira des possibilités logistiques à la Marine de la mer Noire ».
Le 16 mars, Fedorov est libéré de captivité. Certains responsables ukrainiens affirment qu'il avait été libéré lors d'une « opération spéciale »,,. L'attachée de presse du Président Zelensky Daria Zarivna a cependant affirmé plus tard qu'il avait été échangé contre neuf conscrits russes capturés par les forces ukrainiennes.
Le 23 mars 2022, le maire Fedorov signale que la ville rencontre des problèmes d'approvisionnement en nourriture, médicaments et en carburant, tandis que l'armée russe saisit des entreprises, intimide la population locale et détient plusieurs journalistes en garde à vue.
Le 24 mars, les forces ukrainiennes ont lancé une frappe aérienne contre les navires Saratov, qui a été détruit et coulé, et Orsk, qui a  subi des dégâts, mais a pu quitter le port,. À l'époque, il s'agissait de la perte navale la plus lourde subie par la Russie lors de l'invasion et de l'un des succès les plus importants de l'Ukraine,.
Le 22 avril, le maire de Melitopol affirme que plus de 100 soldats russes avaient été tués par des partisans lors de l'occupation de la ville.
Le 6 août 2022, à la suite de nouveaux bombardements près de la centrale nucléaire de Zaporijia, l'AIEA souligne le risque d'une réelle « catastrophe nucléaire » qui pourrait mettre en danger la santé publique et l'environnement en Ukraine et au delà. Trois des six réacteurs étaient opérationnels début août. Les bombardements ont endommagé un transformateur de ligne électrique haute tension, provoqué l’arrêt automatique du réacteur no 3 et le démarrage de ses groupes électrogènes de secours. Le 5 août, Energoatom assure être toujours en contact avec le site et recevoir des données sur la surveillance des radiations. Il a déclaré lundi qu'il n'y avait eu aucun changement dans les niveaux de radiations.
Le site est à nouveau bombardé le 11 août 2022 endommageant plusieurs capteurs de mesures de radioactivité. Energoatom et un responsable prorusse évoquent cinq frappes près d'un dépôt de substances radioactives, et parlent de cinq autres projectiles tombés près d'une caserne de pompiers. Au conseil de sécurité de l’ONU, l’AIEA, qui demande sans succès l’autorisation de visiter la centrale, déclare devant le Conseil de sécurité de l’ONU que « l'heure est grave ».
Dans la nuit du 2 au 3 septembre 2022, des roquettes auraient été tirés à l'aide d'un lance-roquette multiple par l'armée russe depuis un lieu situé à proximité de la centrale nucléaire selon un article, accompagné d'une vidéo, publié par The Insider,.
Le 5 septembre, à la suite de nouveaux bombardements, le dernier réacteur en fonctionnement de la centrale de Zaporijia est déconnecté.
Dans un rapport publié mardi 6 septembre par l'AIEA, les experts font part de leurs inquiétudes concernant un éventuel accident nucléaire à cause des bombardements autour de la centrale. La situation est qualifiée d' « intenable », et l'AIEA suggère la mise en place d'une « zone de sécurité » autour de la centrale nucléaire de Zaporijia.

### Référendums avortés à Mykolaïv et Kharkiv
À partir de la mi-avril, l'Ukraine passe à la contre-offensive, menant des attaques de faible ampleur et dans toutes les directions à partir de Kharkiv, contre des troupes russes qui s'efforcent de maintenir leurs positions. Le 13 avril, des combats ont lieu à Derhatchi, aux portes nord-est de Kharkiv, et à Rohan, à l'entrée sud-est. Le 16 avril, les forces ukrainiennes revendiquent avoir regagné Bobrivka et Bairak, au nord-est. Le 18 avril, après trois jours de combats, elles ont entrepris de repousser les Russes sur la route T2104 vers le nord-est jusqu'à Kutuzivka, et vers le sud-est sur la route M03 jusqu'à Mala Rohan. Dans le même temps, elles combattent à l'est de Tchouhouïv, jusqu'aux villages de Bazaliïvka et Lebiaje.
Ces gains montrent la capacité de l'armée ukrainienne à reprendre l'initiative. Sa présence à Tchouhouïv peut lui permettre de menacer les positions russes et perturber ses mouvements. Mais ses gains sont à ce moment peu significatifs à l'échelle de la guerre en Ukraine. En effet, les percées ukrainiennes ne sont pas suffisantes pour menacer les axes de communication utilisés par la Russie pour poursuivre son offensive en direction du Donbass, sur l'axe au sud d'Izioum. Les Ukrainiens contrôlaient déjà une partie de la route M03 directe de Kharkiv à Izioum ; les routes utilisées par les forces russes passent plus à l'est, par Koupiansk, loin de Kharkiv. Les contre-attaques ukrainiennes peuvent en revanche forcer leur ennemi à concentrer davantage d'efforts dans la bataille de Kharkiv, au détriment d'autres objectifs,.
Dans les jours suivants, l'Ukraine poursuit ses contre-attaques. Des combats directs ont lieu dans la communauté territoriale de Derhatchi, le long de la route T2117 en direction du nord. Le maire de Derhatchi rapporte que 500 bâtiments ont été détruits sur le territoire, et qu'au moins trois villages sont toujours sous occupation russe. Le 22 avril, les Ukrainiens ont presque atteint Kozatcha Lopan, village frontalier avec la Russie.
Dans le même temps, la Russie maintient la pression militaire sur Kharkiv, où elle continue à jeter davantage de forces dans la bataille, notamment par le redéploiement des troupes retirées de l'offensive de Kiev. Kharkiv n'a pas d'intérêt direct pour la nouvelle offensive du Donbass, elle est donc un objectif en soi, contrairement à l'annonce du gouvernement selon laquelle l'invasion aurait pour objectif le contrôle des oblasts de Donetsk et Louhansk. Les forces russes continuent à encercler partiellement Kharkiv et à la bombarder.
Dans les derniers jours d'avril 2022, l'Ukraine lance une contre-attaque plus importante, en arc de cercle sur les positions tenues par la Russie depuis le nord-ouest jusqu'au sud-est. Sur la route T2104, les forces ukrainiennes confortent leur présence à Kutuzivka le 28 avril ; sur la route M20 vers le nord, elles atteignent Rouska Lozova le 29 avril. Le 30 avril, elles ont poussé à l'est jusqu'à Slobidske, Prelesne et Verkhnya Rohanka ; au nord-ouest, jusqu'à Tchornohlazivka, Kalynove et même Udy près de la frontière russe ; et au nord, jusqu'à Prudyanka, Chapovalivka et Karasivka. Cet effort leur permet de reprendre le contrôle d'une couronne périurbaine autour de Kharkiv, réduisant d'autant sa vulnérabilité aux tirs d'artillerie. Plusieurs quartiers restent cependant à portée de bombardement terrestres, et le gouvernement ukrainien reconnaît que son armée a subi de lourdes pertes,.
Le 6 septembre 2022, les forces ukrainiennes lancent une contre-offensive dans la région de Kharkiv, prenant probablement les forces russes par surprise,, et avançant d'au moins vingt kilomètres dans le territoire sous contrôle russe vers Koupiansk et Izioum et reprenant quelque 400 km2 de territoire au 7 septembre.
Le 6 septembre, après avoir concentré leurs forces au nord de Balaklia en préparation de la bataille, les troupes ukrainiennes lancent une contre-offensive dans l'oblast de Kharkiv, et repoussent les forces russes sur la rive gauche des cours d'eau Donets et Serednya Balaklia. Le même jour, les forces ukrainiennes s'emparent de Verbivka, à moins de trois kilomètres au nord-ouest de Balaklia. Plusieurs sources russes rapportent que les forces russes ont démoli des ponts non spécifiés en périphérie est de Balaklia pour empêcher de nouvelles avancées ukrainiennes. Les troupes ukrainiennes passent alors à l'offensive en direction de Balaklia, Volokhiv Yar, Chevtchenkove, Koupiansk et les districts Savyntsi et Kunye, situés à l'est de Balaklia. Selon des sources russes sur cette ligne de contact, les Ukrainiens sont opposés à des forces légèrement armées de la milice de la RPD, tandis que des sources ukrainiennes estiment que les forces combattantes dans cette région sont des soldats russes professionnels, et non des conscrits du Donbass.
Le lendemain, les forces ukrainiennes ont avancé d'environ vingt kilomètres en territoire occupé par la Russie, reprenant environ 400 km2, et atteignant des positions au nord-est d'Izioum. Des sources russes affirment que ce succès est probablement dû à la relocalisation des forces russes à Kherson, en réponse à l'offensive ukrainienne dans le sud du pays.
Le 9 septembre, l'administration soutenue par la Russie ordonne « l'évacuation » de la population d'Izioum, Koupiansk et Velykyï Bourlouk. Plus tard dans la journée, les forces ukrainiennes ont atteint Koupiansk, une plaque tournante de transit vitale à la jonction de plusieurs des principales lignes de chemin de fer approvisionnant les troupes russes au front.
Le 10 septembre, les deux villes sont reprises par les forces ukrainiennes qui auraient aussi avancé vers Lyman,. Le gouverneur de l'oblast de Lougansk, Serhiy Haidaï, affirme que les soldats ukrainiens ont avancé dans la périphérie de Lyssytchansk, tandis que les partisans ukrainiens auraient réussi à conquérir des parties de Kreminna. Selon le New York Times, « la chute de la ville stratégiquement importante d'Izioum, dans l'est de l'Ukraine, est le coup le plus dévastateur pour la Russie depuis sa retraite humiliante de Kiev ». Le porte-parole du ministère russe de la Défense, Igor Konachenkov, répond à ces développements en affirmant que les forces russes dans la région de Balakliya et Izioum se « regroupent » dans la région de Donetsk « afin d'atteindre les objectifs déclarés de l'opération militaire spéciale de libération du Donbass ». Le président ukrainien Zelensky déclare : « L'armée russe fait ces jours-ci la meilleure démonstration qu'elle puisse faire : montrer ses arrières. Et, bien sûr, c'est une bonne décision pour eux de courir » et ajoute la prise de 2 000 km2 de territoire depuis le début de la contre-offensive.
L'intégralité de l'oblast de Kharkiv occupé à l'ouest de la rivière Oskol est reprise par l'Ukraine le 13 septembre, les médias d'État affirmant que ses troupes sont entrées à Vovtchansk.

### Annonce des référendums
Le 12 mars, des responsables ukrainiens affirment que la Russie prévoyait d'organiser un référendum à Kherson pour établir une « république populaire de Kherson », semblable à la « république populaire de Donetsk » et à la « république populaire de Lougansk ». Le chef adjoint du Conseil de l'oblast de Kherson affirme que l'armée russe a appelé tous les membres du conseil et leur avait demandé de coopérer. Lioudmyla Denissova, l'ombudsman (défenseure des droits) d'Ukraine, déclare que ce référendum serait illégal, car « en vertu de la loi ukrainienne, toute question territoriale ne peut être résolue que par un référendum national ». Plus tard dans la journée, le Conseil de l'oblast de Kherson adopte une résolution qui déclare le référendum illégal.
Prélude à l'annexion, les autorités d'occupations annoncent l'octroi de passeports russes aux habitants, ainsi que du passage au rouble.
En juin 2022, les dirigeants des provinces occupées par la Russie annoncent la tenue de référendums pour l'automne 2022, vers septembre.
Le 5 septembre, face à la contre-offensive ukrainienne à Kherson, les autorités d'occupation annoncent la suspension des préparatifs pour tenir le scrutin.
Le 7 septembre, le parti présidentiel russe Russie unie appelle à la tenue de référendums pour le 4 novembre.

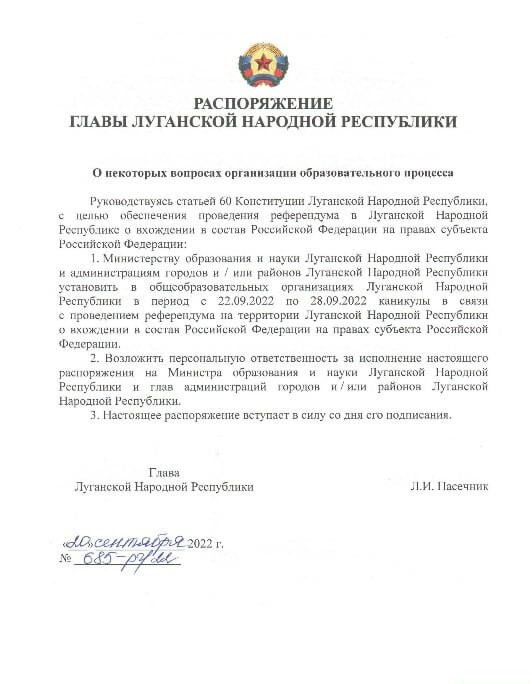
Décret de convocation des électeurs en RPL.
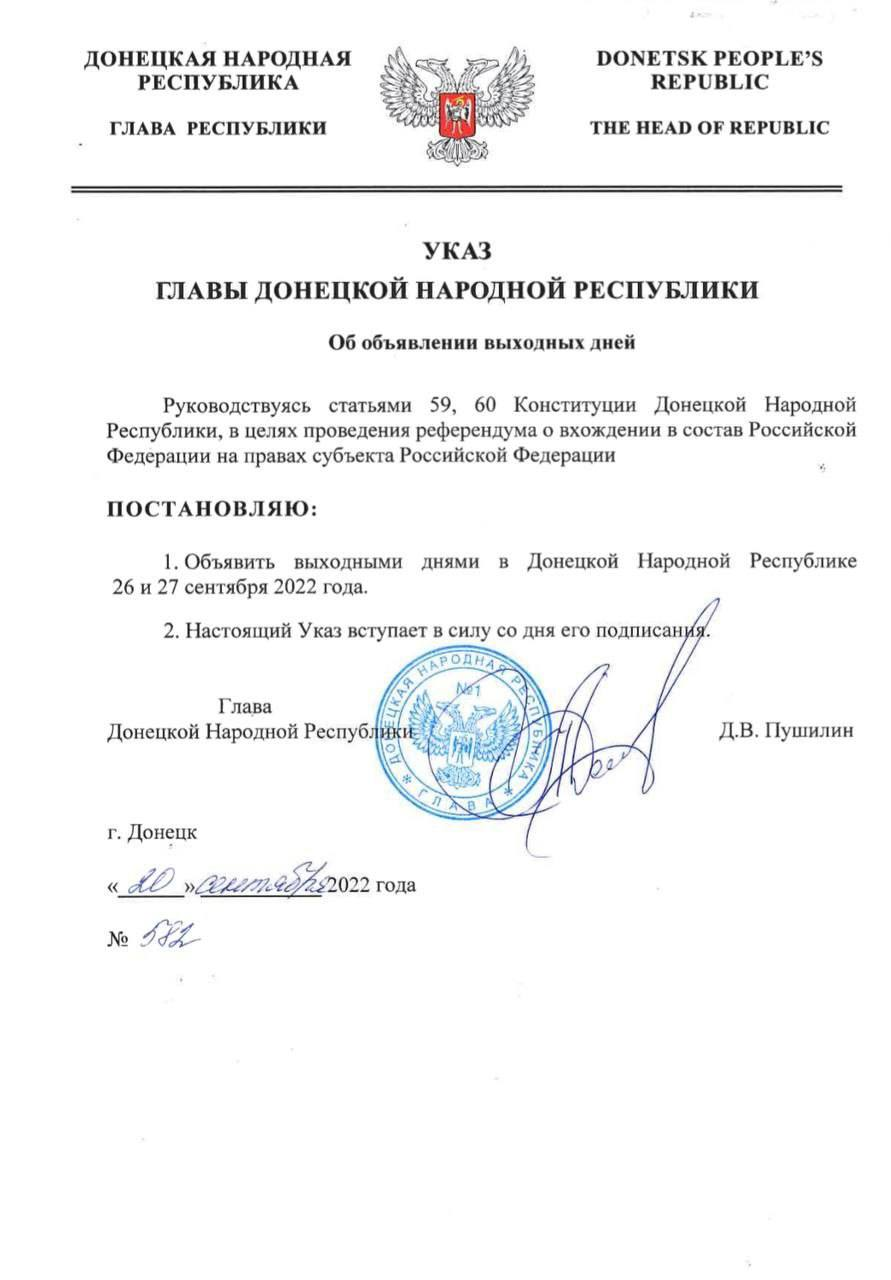
Décret de convocation des électeurs en RPD.
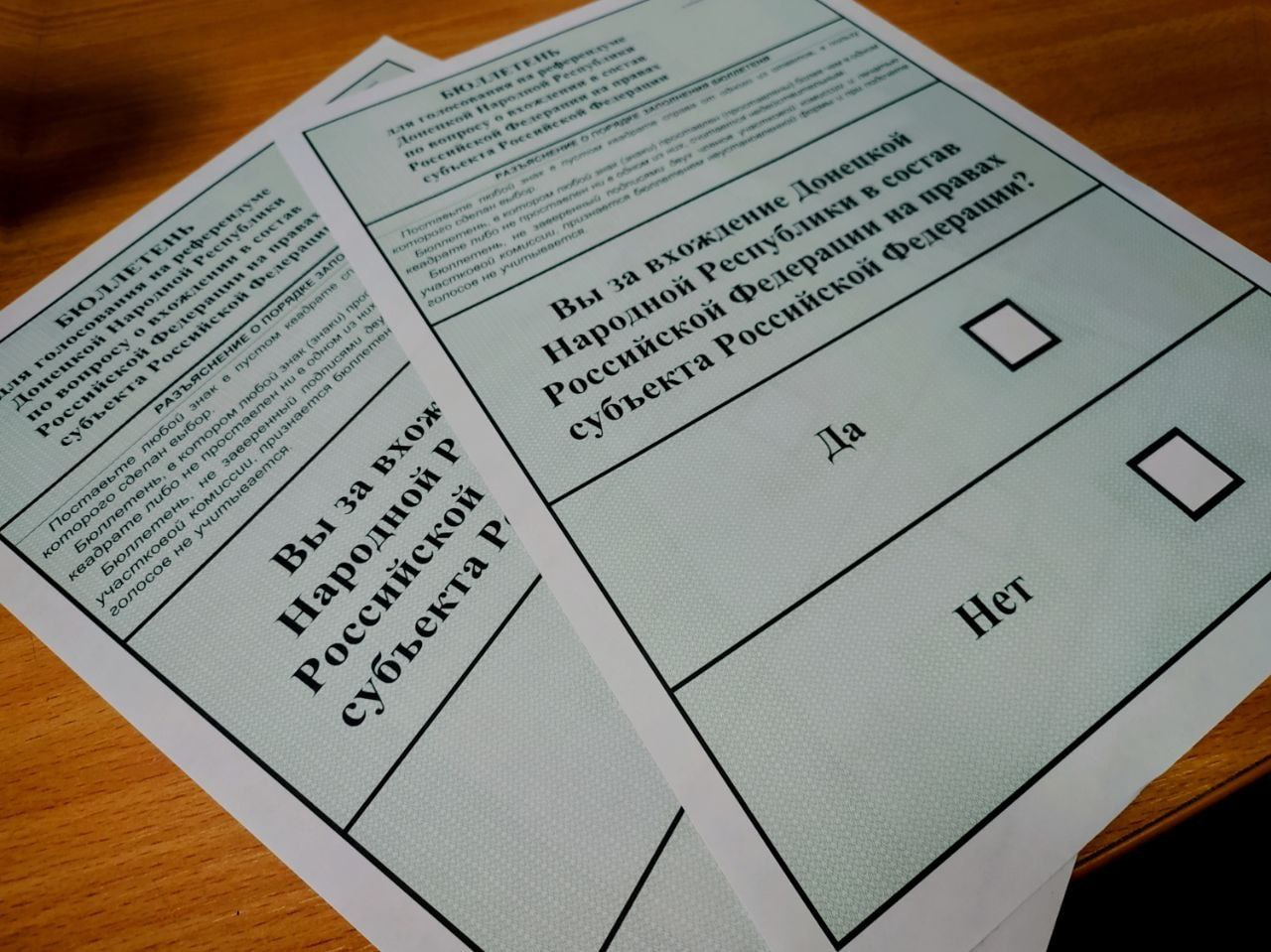
Bulletins de vote dans les deux républiques autoproclamées.

Finalement, le 20 septembre, en pleine offensive ukrainienne, les référendums sont avancés et organisés en urgence, pour commencer 3 jours plus tard, le 23.

## Déroulement
Les bureaux de votes ouvrent le 27 septembre. Avant cette date, le scrutin a lieu sous forme de vote électronique, et en Russie dans les représentations diplomatiques des républiques séparatistes. Du porte-à-porte est également organisé : des soldats armés se déplacent dans les habitations pour contraindre la population à voter en faveur de l'annexion,,. Les bulletins doivent être remplis devant eux, et placés, sans enveloppe, dans des urnes transparentes, le vote n'est donc pas à bulletin secret, ce qui peut laisser craindre des représailles en cas de vote d'opposition.
La Russie, qui a refusé la présence d'observateurs indépendants, a invité des propagandistes et influenceurs, qu'elle qualifie d'observateurs étrangers, afin de servir de caution. Parmi ces invités, liés au pouvoir russe, on trouve notamment des personnalités d'extrême droite, des propagandistes du régime syrien, des intervenants de RT,,.

## Résultats

### Oblast de Kherson
| Choix                     | Votes   | %     |
| ------------------------- | ------- | ----- |
| Pour                      | 497 051 | 87,05 |
| Contre                    | 68 832  | 12,05 |
|                           |         |       |
| Votes valides             | 565 883 | 99,10 |
| Votes blancs et invalides | 5 118   | 0,90  |
| Total                     | 571 001 | 100   |
| Inscrits/Participation    |         | 76,86 |

### Oblast de Zaporijjia
| Choix                     | Votes   | %     |
| ------------------------- | ------- | ----- |
| Pour                      | 430 268 | 93,11 |
| Contre                    |         | 6,89  |
|                           |         |       |
| Votes valides             |         |       |
| Votes blancs et invalides |         |       |
| Total                     | 541 093 | 100   |
| Inscrits/Participation    |         | 85,40 |

### République populaire de Donetsk
| Choix                     | Votes     | %     |
| ------------------------- | --------- | ----- |
| Pour                      | 2 115 800 | 99,77 |
| Contre                    | 4 938     | 0,23  |
|                           |           |       |
| Votes valides             | 2 120 738 | 99,51 |
| Votes blancs et invalides | 10 469    | 0,49  |
| Total                     | 2 131 207 | 100   |
| Inscrits/Participation    |           | 97,51 |

### République populaire de Lougansk
| Choix                     | Votes     | %     |
| ------------------------- | --------- | ----- |
| Pour                      | 1 636 302 | 98,42 |
| Contre                    | 16 555    | 1,58  |
|                           |           |       |
| Votes valides             | 1 652 857 | 99,42 |
| Votes blancs et invalides | 9 750     | 0,58  |
| Total                     | 1 662 607 | 100   |
| Inscrits/Participation    |           | 94,15 |

## Réactions internationales

### Médias

#### Contradictions russes
Les médias ont relevé des contradictions entre les déclarations antérieures de Vladimir Poutine au conseil de sécurité russe du 21 février 2022 à Moscou, et la mise en place des référendums.

#### Illégitimité des "référendums"
Les référendums sont qualifiés de « simulacre » par une grande partie de la communauté internationale
Les motifs d'illégitimité invoqués étant :
- Illégalité selon le droit international
- Occupation en cours
- Pas d'observateurs indépendants (des propagandistes et influenceurs étrangers sont invités par la Russie et qualifiés d'« observateurs »[132])
- Aucune vérification indépendante possible lors du dépouillement
- Vote au porte-à-porte sous la menace de personnes armées[141]
- Une large partie des électeurs de ces oblasts les a fuis depuis le début de la guerre et ne peut pas voter, sauf s'ils se trouvent sous occupation russe.
- Le vote n'est pas à bulletin secret, aucune enveloppe n'est proposée afin de pouvoir dissimuler son vote lors de sa remise dans les urnes qui sont transparentes.

### Gouvernements
- Chine : Zhang Jun, ambassadeur chinois à l'ONU a déclaré au Conseil de sécurité : « La Chine a pris note des dernières évolutions de la situation en Ukraine », « Notre position [est] claire et constante ; c’est-à-dire que la souveraineté et l’intégrité territoriale de tous les pays doivent être respectées »[142].
- États-Unis : Le président Joe Biden a qualifié les référendums d'« imposture » et de « faux prétexte ». Il a également affirmé que « Les États-Unis ne reconnaîtront jamais le territoire ukrainien comme autrement qu'une partie intégrante de l'Ukraine »[143].
- France : Le président Emmanuel Macron a déclaré lors de l'Assemblée générale de l'ONU : « La Russie a déclaré la guerre, envahi cette région, elle l'a bombardée, elle a tué des gens, elle a fait fuir d'autres gens et maintenant, dans cette même région, elle explique qu'elle va organiser un référendum. Si ça n'était pas tragique, nous pourrions en rire. C'est du cynisme et donc évidemment que ce ne sera pas reconnu au niveau international et que ça n'aura aucune conséquence sur le plan juridique »[144].
- Kazakhstan : Aibek Smadiyarov, porte-parole du ministère des Affaires étrangères a déclaré : « Concernant la tenue des référendums, le Kazakhstan se base sur les principes d'intégrité territoriale des États, de leur souveraineté équivalente et de coexistence pacifique »[145].

### Organisations internationales
- OTAN : Le secrétaire général Jens Stoltenberg a déclaré sur Twitter que les référendums n'avaient « aucune légitimité et ne changent pas la nature de la guerre d'agression de la Russie contre l'Ukraine » et qu'il appelait la communauté internationale à « condamner cette violation du droit international et renforcer son soutien à l'Ukraine »[144].

## Suites
Le 29 septembre 2022, conformément à l'annonce des résultats aux référendums, Vladimir Poutine signe des décrets reconnaissant l'indépendance des régions de Kherson et de Zaporijjia. Le 30 septembre, le président russe prononce l'annexion de ces dernières ainsi que des républiques populaires de Donetsk et de Lougansk. L'annexion est formalisée le 5 octobre.
Les localités de Mykolaïv sous occupation russe sont finalement intégrées à l'oblast de Kherson.